# Michal Tabara
Michal Tabara (Uherské Hradiště, 11 agosto 1979) è un ex tennista ceco.
Cominciò a frequentare con stabilità il circuito ATP a partire dal 1996. Al torneo di Praga del 1999 raggiunse la sua prima semifinale, fece per la prima volta ingresso nelle prime 100 posizioni del ranking nel settembre 2000. Tre mesi dopo, battendo tra gli altri il francese Cédric Pioline, raggiunse la sua prima ed ultima finale ATP al Chennai Open in cui batté il russo Andrej Stoljarov in due set, in aprile arrivò anche il primo successo in doppio quando, nell'atto conclusivo dell'Estoril Open insieme al connazionale Radek Štěpánek, sconfisse la coppia formata da Donald Johnson e Nenad Zimonjić, nel luglio successivo toccò la 47ª posizione della classifica di singolare.
Negli anni successivi non ottenne altri risultati di rilievo frequentando in maggior parte tornei del circuito challenger. Nel maggio 2009 si è ritirato dall'attività agonistica.

## Statistiche

### Singolare

#### Vittorie (1)
| Legenda                           |
| Grande Slam (0)                   |
| ATP Tour World Championships (0)  |
| Masters Series (0)                |
| Giochi olimpici (0)               |
| ATP International Series Gold (0) |
| ATP International Series (1)      |

| Numero | Data           | Torneo                | Superficie | Avversario in finale | Punteggio   |
| 1.     | 8 gennaio 2001 | Chennai Open, Chennai | Cemento    | Andrej Stoljarov     | 6-2, 7–6(4) |

### Doppio

#### Vittorie (1)
| Legenda                           |
| Grande Slam (0)                   |
| ATP Tour World Championships (0)  |
| Masters Series (0)                |
| Giochi olimpici (0)               |
| ATP International Series Gold (0) |
| ATP International Series (1)      |

| Numero | Data           | Torneo               | Superficie  | Compagno       | Avversario in finale          | Punteggio |
| 1.     | 16 aprile 2001 | Estoril Open, Oeiras | Terra rossa | Radek Štěpánek | Donald Johnson Nenad Zimonjić | 6–4, 6–1  |